# Lake Rotokawa (Waikato)
Der Lake Rotokawa ist ein See im Taupō District der Region Waikato auf der Nordinsel von Neuseeland.

## Geographie
Der Lake Rotokawa befindet sich rund 8,7 km nordöstlich der Stadt Taupō und rund 1,72 km südsüdöstlich einer Schleife des Waikato River. Der See, der eine Ost-West-Ausrichtung besitzt, erstreckt sich über eine Länge von rund 1,22 km und misst an seiner breitesten Stelle rund 740 m in Nord-Süd-Richtung. Bei einer Flächenausdehnung von rund 66,7 Hektar umfasst der Seeumfang eine Länge von rund 3,35 km.
Gespeist wird der See von einigen kleinen Bächen aus dem südwestlichen bis nordwestlichen Umland, wohingegen die Entwässerung des Gewässers an seinem östlichen Ende in den Parariki Stream erfolgt.

## Geologie
Der See ist vulkanischen Ursprungs und hat sich in einem hydrothermalen Explosionskrater eines ehemaligen Vulkans gebildet. Das Umfeld des Sees besteht aus dampfenden Böden, Schlammpfützen, heißen Quellen und eingestürzten Gruben mit damit verbundenen hydrothermalen Veränderungen und Schwefelablagerungen. Sie erzeugen ein saures Klima, das den flachen See auszeichnet.

## Geothermalfelder
An der nördlichen bis nordöstlichen Seite des Sees schließen sich Geothermalfelder an, in denen einige kleine Seen durch heißes, nach oben steigendes Wasser erwärmt werden. Rund 1,5 km nördlich des Sees befindet sich die Nga Awa Purua Geothermal Power Station, in der thermische Energie zur Stromerzeugung genutzt wird.